# Нові Камишли
Нові Камишли́ (рос. Новые Камышлы, башк. Яңы Ҡамышлы) — присілок у складі Кушнаренковського району Башкортостану, Росія. Входить до складу Старокамишлинської сільської ради.
Населення — 53 особи (2010; 68 у 2002).
Національний склад:
- татари — 52 %
- башкири — 47 %